# 阿提姆·卡尔波夫
阿提姆·卡尔波夫（俄语：Артем Карпов，1986年9月23日—），俄羅斯男子羽毛球運動員。

## 簡歷
2014年6月，阿提姆·卡尔波夫出戰立陶宛羽毛球國際賽，與丹尼斯·格拉切夫合作贏得男子雙打冠軍。

## 主要比賽成績
只列出曾進入準決賽的國際賽事成績：
| 年份   | 賽事               | 公開賽級別 | 項目     | 拍檔            | 成績 |
| ------ | ------------------ | ---------- | -------- | --------------- | ---- |
| 2014年 | 立陶宛羽毛球國際賽 | 未來系列賽 | 男子雙打 | 丹尼斯·格拉切夫 | 冠軍 |

| 2007-2017年 | 首要超級賽 | 超級賽 | 黃金大獎賽 | 大獎賽 | 國際挑戰賽 | 國際系列賽 | 未來系列賽 | 其他 |

| 2018-2026年 | 總決賽 | 超級1000賽 | 超級750賽 | 超級500賽 | 超級300賽 | 超級100賽 | 國際挑戰賽 | 國際系列賽 | 未來系列賽 | 其他 |